# Akiket a pacsirta elkísér
Akiket a pacsirta elkísér (en hongarès Per a qui canta l'alosa) és una pel·lícula hongaresa de caràcter dramàtic amorós dirigida el 1959 per László Ranódy, basada en la novel·la de Jozsef Darvas. Va formar part de la selecció oficial al Festival Internacional de Cinema de Sant Sebastià 1959.

## Argument
Ambientada el 1922, mostra com el ferrater Sándor s'enamora de la dona del seu llogater, Csiszér, cosa que provoca l'enfrontament entre els dos homes. Per despit Sándor manté relacions amb la donzella Julis i la deixa embarassada. Finalment, es casarà amb ella.

## Repartiment
- Éva Pap ... Julis
- Géza Tordy... Varga Sándor
- Klári Tolnay ... Csiszérné
- Gábor Agárdi ... Csiszér
- Erzsi Somogyi ... Süléné
- József Bihari ... Süle
- Margit Dajka ... Sándor édesanyja
- Antal Páger... 	Tanító
- László Bánhidi ... Táltos
- Nusi Somogyi ... Palugyainé